# Fonteyn (krater)
Fonteyn är en nedslagskrater på planeten Merkurius, med en diameter på ungefär 29 kilometer.
2012 uppkallade den efter ballerinan Margot Fonteyn.